# Кошкарата (Жуалинський район)
Кошкарата́ (каз. Қошқарата) — село у складі Жуалинського району Жамбильської області Казахстану. Адміністративний центр Кошкаратинського сільського округу.
До 1992 року село називалось Кантеміровка.
Населення — 1047 осіб (2021; 1091 у 2009, 1086 у 1999, 1119 у 1989).